# يحيى العبيدلي
أبو الحسين يحيى بن الحسن بن جعفر العبدلي العقيقي (214 هـ - 277 هـ). هو كاتب ومؤرِّخ ونسّابة من قدماء علماء الشيعة الإثنا عشريَّة، من أهل المدينة المنورة ومولده بها، وأمَّا وفاته فكانت في مكة كما ذكر خير الدين الزركلي في ترجمته له في الأعلام.

## مؤلفاته
| - أخبار الزينبيات.ذكر آغا بزگ الطهراني الكتاب في موضعين من موسوعته الذريعة إلى تصانيف الشيعة، فجاء في موضع بعنوانه أخبار الزينبيات، وجاء في الموضع الآخر بعنوان السيدة زينب، وقال أنَّ الكتب طُبع في مصر سنة 1333 هـ، ثم طبع بمصر أيضاً الطبعة الثانية سنة 1353 هـ. وقد طبع الكتاب طبعة جديدة في إيران سنة 1401 هـ من مكتبة آية الله المرعشي النجفي. | - أخبار المدينة. - أنساب آل أبي طالب. |